# Mireille Mathieu
Mireille Mathieu (Aviñón, 22 de julio de 1946) es una cantante francesa.
Conocida en su propio país, en Suiza y gran parte de Europa como El ruiseñor de Avignon, es una cantante con una extensa carrera musical y con una voz muy particular y melodiosa, de ahí su cariñoso apelativo. Descubierta en 1965, es el arquetipo de la cantante popular de los años 60 y 70, periodo en el que obtuvo sus mayores éxitos. Considerada un símbolo de la canción francesa, vendió 190 millones de discos en todo el mundo, grabó en 11 idiomas (francés, alemán, inglés, español, italiano, ruso, finlandés, japonés, chino, catalán y provenzal), y celebró en noviembre del 2005 sus cuarenta años de carrera.

## Biografía
Mireille es la mayor de una familia humilde de 14 hermanos (su padre, de nombre Roger, de oficio cantero, realizó la tumba de Albert Camus). Comenzó a cantar desde pequeña y apareció en público a la edad de 4 años cantando en la iglesia de su comunidad. Ya de joven trabajó en una fábrica donde ganaba dinero para ayudar a su familia y pagar sus lecciones de canto. Con obstinación se presentó tres años consecutivos al concurso "On chante dans mon quartier" (En mi barrio se canta) organizado por la alcaldía de Aviñón donde destaca con la mítica canción "La vie en rose", que se convierte desde entonces en su fetiche, su canción insignia para todos los conciertos o giras. El asistente del alcalde de Aviñón, Raoul Colombe decide apoyar su carrera, haciéndola participar en numerosas galas e inscribiéndola en el famoso programa televisivo "Jeu de la Chance" (Juego de la suerte).
Descubierta por Johnny Stark, agente de Johnny Hallyday, fue asesorada por el director de orquesta Paul Mauriat y el compositor André Pascal quien escribió para ella "Mon credo", "Viens dans ma rue" y "La première étoile". Después de su aparición en televisión en 1965 y su debut en la sala Olympia de París fue inmediatamente señalada como la próxima Édith Piaf gracias a su voz.
Sencillos como "Mon Credo" y "C'est ton nom" la convirtieron en una gran estrella en Francia y toda Europa mientras que consolidaba como éxito en Norteamérica y México su versión francesa de la canción "The last Waltz" ("El último vals") de Engelbert Humperdinck. "El último vals" generó mucha publicidad en Gran Bretaña y, tras continuados éxitos, pronto viajó a Canadá y a los Estados Unidos de América donde apareció en el "Show de Ed Sullivan" y el "Show de Danny Kaye". En Las Vegas cantó al lado de Dean Martin y Frank Sinatra cosechando numerosos aplausos.
Fue apadrinada por el gran Maurice Chevalier a quien ella le consagra una canción-homenaje en 1980, "Le canotier de Maurice Chevalier", y el cineasta/documentalista François Reichenbach filma Le Conte de fée de Mireille Mathieu  (El cuento de hadas de Mireille Mathieu)  que fue difundido en 1966 en la televisión francesa. Esta película muestra en particular su encuentro con Maurice Chevalier y su primer viaje a los EE. UU. Su imagen como cantante «oficial», «la voz de Francia» se construye a partir de esta época con la interpretación de la que permanece como una de sus canciones más emblemáticas: "Paris en Colère". Escrita por Maurice Vidalin con música compuesta por Maurice Jarre para el largometraje de Renè Clement, ¿Arde París?, la canción es desde su salida un inmenso éxito y permanece hasta hoy como la canción símbolo de la liberación de París, al punto de que en el 2004 el alcalde de París, Bertrand Delanoë, le pidió que la cantara frente al palacio de gobierno en presencia de Jacques Chirac para la celebración del sexagésimo aniversario de la liberación de París.

## Carrera internacional
En 1967 la adaptación en francés del éxito de Engelbert Humperdinck The last waltz bajo el título La Dernière Valse le abrió las puertas de las listas de popularidad del Reino Unido y el honor de participar por primera vez en un concierto real frente a la reina Isabel II del Reino Unido lo que se repetiría dos veces más en el curso de su carrera. Participó, a finales de los años 60, en los espectáculos de más renombre en el Reino Unido, Canadá y Estados Unidos, lo que le permitió confrontarse con los más grandes artistas de la época, Tom Jones, Dusty Springfield, Burt Bacharach, Dany Kaye, Des O’Connor, John Davidson... El compositor de La Dernière Valse, Les Reed, le compuso numerosas canciones que ella interpretó en francés o inglés, de las cuales Bicyclettes de Belsize destaca entre las que ampliaron su repertorio musical.
Mientras que sus éxitos en francés se encadenan (J’ai gardé l’accent, con letra de Gaston Bonheur en 1968; La première étoile, escrita por André Pascal, con música de Paul Muriat en 1969, que es retomada en sueco por Agnetha Fältskog  antes de reunirse con el grupo ABBA), Mireille comienza una gran historia de amor con el público alemán en 1969 con Hinter der Kulissen von Paris; durante los años 70 sus éxitos en el idioma de Goethe, compuestos y arreglados en su mayor parte por Christian Bruhn se sucederían uno tras otro haciendo de ella el símbolo de la amistad franco-alemana iniciada por Konrad Adenauer y el General Charles de Gaulle.
En la justa dimensión de las cosas, algunos de sus éxitos en alemán serán igualmente éxitos en Francia y en numerosos países: «Acropolis Adieu» (1971), «Santa Maria de la Mer» (1978), «Mille Colombes» (1977) -estos dos últimos con la participación de los célebres "Petits Chanteurs à la Croix de Bois" en los coros- y «Paloma Adieu» que en 1973 se convierte en éxito fenomenal en Europa, tanto en su versión en alemán como en francés. En este mismo año su actuación en el Olympia se prolonga durante cerca de un mes.

## Colaboraciones artísticas prestigiosas
Mireille Mathieu se vuelve ineludible, es a ella a quien Francis Lemarque y Georges Coulonges recurren para que interprete la canción tema de su musical sobre París «Paris Populi». Dos grandes realizadores la solicitan para aparecer en sus filmes. En «No te puedes fiar ni de la cigüeña» (1973), Jaques Demy la filma en la sala de música Bobino interpretando «Paris Perdu» sobre una melodía de Michel Legrand frente a Catherine Deneuve y Marcello Mastroianni . Michel Legrand firma igualmente la canción de obertura de ese famoso Olympia 1973, «Pour le meilleur ou pour le pire». Claude Lelouch le ofreció una aparición dentro de su célebre película «La bonne Année» así como la canción tema del mismo escrita por Francis Lai.
La colaboración entre Francis Lai y Mireille data de 1966 mientras que él era su acordeonista antes del éxito mundial de «Un homme et une femme», canción que Mireille ha igualmente contribuido a popularizar en el mundo entero. Francis Lai le ha escrito una treintena de canciones entre las cuales destacan «C’est ton nom» (1966), un álbum completo -«Mireille Mathieu chante Francis Lai»- en 1972, «Je t’aime avec ma peau» (1978), «T’aimer» (1986), « La vie n’est plus la vie sans nous» (2002), "Un peu d'espérance" (2005). Pero es en «Une histoire d’amour» (1971) donde su estilo interpretativo en francés de la canción del film "Love Story" es un éxito en común para ambos. Esta canción en efecto ha sido clasificada entre los 100 más grandes éxitos franceses de los últimos 50 años[cita requerida].
La colaboración con músicos de bandas sonoras de películas sigue hasta 1974 con el álbum italiano «Mireille Mathieu chante Ennio Morricone». Mireille es la única, junto a la gran Cantante italiana Milva, en haber tenido el honor de tener un álbum con Ennio Morricone, quien le escribió dos canciones originales.
También hizo un cover del grupo sueco ABBA, "The Winner Takes It All", que se convirtió en "Bravo Tu As Gagné".

## Repertorio
A la vez que obtiene éxitos como «Tous les enfants chantent avec moi», escrita por Eddy Marnay con música de Bobby Goldsboro, Mireille abre su repertorio a otros estilos. La colaboración con Alice Dona para la música y Serge Lama o Claude Lemesle para las letras le permite cantar canciones como «Le Silence» o «Le Strapontin» en 1977. Canta incluso Lama, la canción «L’esclave» (1976) o, justo después de ser aprobada la ley Veil, aborda la cuestión del aborto en 1976 en la canción «L’anniversaire». Mireille adapta también algunos éxitos anglosajones como «Blue Bayou» (1978) de Roy Orbison y «Une femme amoureuse» (1980). Canta igualmente un título firmado por Yves Duteil, «Je suis née pour chanter». Al comienzo de los años 80 Mireille se convirtió en una cantante "a la americana" grabando en 1979 dos álbumes completos con Paul Anka (en francés y en inglés)[cita requerida] y otro con el director de orquesta americano Don Costa. Se convirtió en el escenario o en los espectáculos de Maritie et Gilbert Carpentier en una estrella de revista retomando los éxitos de la comedia musical americana como «Over the Rainbow», «La chanson du Trolley», «People» o «Sweet Charity». Un proyecto de adaptación de « The Wiz», una versión moderna del Mago de Oz creada en Broadway y grabada para la gran pantalla por Diana Ross y Michael Jackson, no llega estrenarse en París, pero Mireille cantará dos canciones adaptadas de la comedia musical.
Mientras sigue cantando en el extranjero (giras en Alemania, Japón, Canadá, México, Nueva York), Mireille es llamada en varias ocasiones. Después de «Bravo tu as gagné», su adaptación de «The Winner Takes it All» con el grupo Abba en los coros (1981) y un dúo de éxito con Patrick Duffy como «Together we're strong» (1983), colabora con Plácido Domingo en el aria «Tous mes rêves» compuesto por Michel Legrand con letra de Jean Dréjac. Comienza una larga colaboración con Janine Reiss profesora de canto de ópera que le permite reforzar su dominio vocal[cita requerida]; esto se nota en canciones de variedades como «Chanter» (1984), pero también en dúos con cantantes de ópera como Peter Hoffman «Scarborough Fair» o Plácido Domingo: «Tous mes rêves»
Después de 13 años de ausencia efectúa finalmente una vuelta a la escena musical en París en el Palacio de Congresos en 1986 para celebrar sus veinte años de carrera durante un mes y ante 11 0000 personas[cita requerida]. Algo después Mireille es elegida cantante preferida de los franceses en un sondeo[cita requerida] por los lectores de Magazine Télé 7 Jours en ocasión de sus primeros Victoires de la musique (Los Grammy Franceses).
El final de los años 80 está marcado por una gira en China en 1986 siendo una de las primeras artistas occidentales en realizar una gira por el país y otra en URSS en 1987. Igualmente canta el himno de Francia (La Marsellesa) para el centenario de la Estatua de la Libertad a dúo con Andy Williams en Nueva York ante los presidentes Ronald Reagan y François Mitterrand. En 1988 recibió la Orden Nacional del Mérito, y Jacques Chancel le consagra un gran espectáculo donde canta canciones clásicas. Su primera autobiografía «Oui, je crois» fue escrita con Jacqueline Cartier.
En 1988 la puesta a la venta del sencillo «L’Enfant que je n’ai jamais eu» (incluido en un recopilatorio que será certificado como doble disco de oro[cita requerida]) marca la entrada en una nueva casa de discos, Carrère (después de Barclay de 1966 a 1972, Philips de 1973 a 1982 y Ariola de 1983 a 1987) y el comienzo de una colaboración con Didier Barbelivien y Pascal Auriat.
Mireille fue nombrada Caballero de la Legión de Honor (1.er orden) el 9 de diciembre de 1999 por el presidente Jacques Chirac. El 26 de enero de 2011 el presidente Nicolas Sarkozy eleva su condecoración al grado de Oficial de la Legión de Honor.

## Dúos
- Un homme et une femme (1966) con Sacha Distel
- The Look of Love (1970) avec Dusty Springfield
- Une histoire d'amour (1971) con Sacha Distel
- Tout a changé sous le soleil (1972) con Francis Lai
- La Vraie Vie (1972) con Francis Lai
- On a toutes besoin d'un homme (1972) con Sylvie Vartan
- Même pendant la guerre on chante (1972) con Michel Delpech
- Celui que j'aime (1973) con Charles Aznavour
- Comme d'habitude (1973) con Claude François
- Les Moulins de mon cœur (1973) con Michel Legrand
- Cane, Cane, Canebière (1973) con Michel Sardou
- Medley chansons enfantines (1974) con Claude François
- Je t'aime, tu m'aimes, on s'aime (1974) con Claude François
- Be bop a lula (1974) con Johnny Hallyday y Michel Sardou
- Hello Mimi, Hello Annie (1975) con Annie Cordy
- La paloma adieu (1975) con Nana Mouskouri
- Medley You Are the Sunshine of My Life / All in Love is Fair / Raindrops keep faling on my head » (1976) con Sacha Distel y Dionne Warwick
- Quelquefois (1977) con Claude François
- Medley Disco (1977) con Claude François
- Medley You Are the Sunshine of My Life / All in Love is Fair / Raindrops keep faling on my head » (1977) con Sacha Distel
- Une histoire d'amour (1977) con Sacha Distel
- C'est en septembre (1978) con Gilbert Bécaud
- C'est si bon (1978) con Petula Clark
- Travailler, c'est trop dur (1978) con Julien Clerc
- Don't fence me in (1978) con Dean Martin
- Over the Rainbow (1978) con Mort Shuman
- You and I/Toi et moi (1979) con Paul Anka
- After You/Comme Avant (1979) con Paul Anka
- Bring the Wine (1979) con Paul Anka
- For me, formidable (1979) con Thierry Le Luron
- La ballade des gens heureux (1979) con Gérard Lenorman
- Isn't She Lovely? / You Are the Sunshine of My Life (1979) con Sacha Distel
- Les Parapluies de Cherbourg (1980) con Michel Legrand
- Quand on a des sous (1980) con Chantal Goya
- Quiéreme Mucho/Où est passée ma bohème (1980) con Julio Iglesias
- La Tendresse (1980) con Julio Iglesias
- Ah, les p'tites femmes de Paris (1981) con Dalida
- Stardust (1980) con Julien Clerc
- Et mourir de plaisir (1981) con Michel Sardou
- Une vie d'amour (1981) con Charles Aznavour
- Medley Chansons Françaises (La Vie en Rose, Que reste-t-il de nos amours, La Mer) (1981) con Julio Iglesias
- Medley Espagnol (Solamente Una Vez, Recuerdos de Ypacarai, Quiéreme Mucho, (1982) con Roland Kaiser
- Alouette (1982) con Dalida, Nana Mouskouri, Chantal Goya
- Une enfant (1982) con Charles Aznavour
- L'Audition (1983) con Chantal Goya
- Together we’re strong (1983) con Patrick Duffy
- Tous mes rêves (1983) con Plácido Domingo
- Medley Espagnol (Solamente Una Vez, Recuerdos de Ypacarai, Quiéreme Mucho, (1983) con Julio Iglesias
- Scarborough Fair (1983) con Peter Hoffmann
- Medley chansons françaises (1984) con Sacha Distel
- Good Bye My Love, Good Bye (1984) con Peter Alexander
- Don't talk to me of love (1986) avec Barry Manilow
- Embrasse-moi (1986) con Charles Aznavour
- Liberty Land (1986) con Andy Williams
- Que reste-t-il de nos amours (1987) con Yves Duteil
- À quoi ça sert l'amour (1988) con Johnny Hallyday
- À quoi ça sert l'amour (1988) con Julio Iglesias
- La langue de chez nous (1989) con Yves Duteil
- Femme Libérée (1998) con Julien Clerc y Alain Souchon
- Une femme amoureuse (2006) con Cyril de Star Academy
- Good Bye My Love, Good Bye (2006) con Florian Silbereisen
- Over the Rainbow (2007) con Josh Groban
- Caruso (2007) con Massimo Ranieri
- Gott im Himmel (2015) con Florian Silbereisen